# Kuvajtska nogometna reprezentacija
Kuvajtska nogometna reprezentacija je nacionalni nogometni sastav Kuvajta, kojeg kontrolira Kuvajtski nogometni savez (ara. الإتحاد الكويتي لكرة القدم‎). Prvu utakmicu reprezentacija je odigrala u Maroku protiv Libije 3. rujna 1961. godine (2:2).
Kuvajt je punopravni član AFC i FIFA - kontinentalnih i međunarodnih nogometnih saveza te nosi Fifin kod - KUW. Službeni domaći stadion je Međunarodni stadion Jaber Al-Ahmad u Kuwait Cityju.
Reprezentacija je dosad nastupila na jednom svjetskom prvenstavu, i to onome u Španjolskoj 1982. ali bez značajnijeg rezultata.
Kuvajt je svoje najveće uspjehe ostvario na Zaljevskom kupu nacija gdje je bio prvak čak deset puta (1970., 1972., 1974., 1976., 1982., 1986., 1990., 1996., 1998. i 2010.). Time je Kuvajt najuspješnija reprezentacija na ovom natjecanju.
Na kontinentalnom Azijskom kupu, kuvajtska reprezentacija je bila prvak Azije 1980. godine dok je 1976. bila kontinentalni viceprvak.
Od ostalih većih ostvarenja tu su osvajanje Zapadnoazijskih igara 2002. kojima je Kuvajt bio domaćin te Zapadnoazijskog prvenstva 2010. održanog u Jordanu.
Najvećom reprezentativnom pobjedom smatra se ona protiv Butana u kojoj je Kuvajt pobijedio protivnika s visokih 20:0. Taj rezultat se godinu dana smatrao najvećom međunarodnom reprezentativnom pobjedom sve dok 2001. godine Australija nije pobijedila Tongu s 22:0.
Reprezentacija je dosada nastupala na dvije Olimpijade, prvi puta 1980. u Moskvi a drugi puta 2000. u Sydneyju, ali bez uspjeha.
Također, zanimljivo je spomenuti da je Kuvajt do sada imao svega pet domaćih izbornika (Hassen Nasser, Saleh Zakaria, Mohammed Karam, Jawad Maqseed i Mohammed Ibrahem) dok su većina nacionalnih selektora uglavnom bili stranci (najviše iz Europe i Brazila).
FIFA je kao međunarodna nogometna federacija do sada dva puta privremeno suspendirala Kuvajt s međunarodnih natjecanja. Prvi puta je to bilo 30. listopada 2007. zbog utjecanja kuvajtske Vlade na rad nacionalnog nogometnog saveza. Suspenzija je tada ukinuta nakon dva tjedna.
Drugi puta, nakon gotovo godinu dana (24. listopada 2008.), FIFA je ponovo suspendirala Kuvajt a suspenzija je trajala do 22. prosinca 2008.

## Sudjelovanja na SP

### SP 1982.
Reprezentacija je do sada samo jednom nastupila na Mundijalu i to u Španjolskoj 1982. Tada je Kuvajt odigrao neriješeno s Čehoslovačkom (1:1) te izgubio utakmice protiv Francuske (4:1) i Engleske (1:0). Kuvajt je na tom turniru izazvao manji incident u susretu protiv Francuske. Naime, kada je sudac francuskoj reprezentaciji priznao jedan neregularni gol, kuvajtski reprezentativci su u znak protesta napustili teren. Tek su se na nagovor šeika Fahada Al Ahmeda vratili na teren dok je sudac poništio neregularan pogodak.
| Natjecanje | Utakmica | Pob. | Ner. | Izg. | Po.G. | Pr.G. |
| ---------- | -------- | ---- | ---- | ---- | ----- | ----- |
| 1982.      | 3        | 0    | 1    | 2    | 2     | 6     |
| Total      | 3        | 0    | 1    | 2    | 2     | 6     |

## Sudjelovanja na OI

### OI 1980.
U grupi s Nigerijom, Kolumbijom i Čehoslovačkom, Kuvajt je prošao dalje kao drugi u skupini s četiri boda. Najprije je u Moskvi pobijeđena Nigerija (3:1) da bi nakon toga uslijedile dvije neriješene utakmice protiv Kolumbije (1:1) i Čehoslovačke (0:0).
U daljnjoj fazi natjecanja Kuvajt je poražen od domaće reprezentacije Sovjetskog Saveza s tijesnih 2:1.

### OI 2000.
Na svojoj drugoj Olimpijadi, kuvajtska reprezentacija je ispala već u skupini kao treća (ispred Češke). Najprije je Kuvajt poražen u Brisbaneu s 3:2 od Kameruna (kasnijeg olimpijskog pobjednika). U drugoj utakmici koja je odigrana u istom gradu, Kuvajt je s 3:2 pobijedio Češku dok je u posljednjoj utakmici u Melbourneu poražen od SAD-a s 3:1.

## Kuvajtski reprezentativci

#### Širi popis
| #         | Pozicija        | Ime                   | Datum rođenja       | Klub                |
| --------- | --------------- | --------------------- | ------------------- | ------------------- |
| 1         | vratar          | Khalid Al-Rashidi     | 20. travnja 1987.   | Al-Arabi Kuwait     |
| 22        | vratar          | Nawaf Al-Khaldi       | 25. svibnja 1981.   | Qadsia SC           |
| 23        | vratar          | Hameed Youssef        | 10. kolovoza 1987.  | Al-Yarmouk          |
| 2         | branič          | Amer Al-Fadhel        | 21. travnja 1988.   | Qadsia SC           |
| 3         | branič          | Fahad Awahh           | 26. veljače 1985.   | Kuwait SC           |
| 4         | branič          | Hussain Fadel         | 9. listopada 1984.  | Qadsia SC           |
| 6         | branič          | Khaled Al-Qahtani     | 16. veljače 1985.   | Qadsia SC           |
| 19        | branič          | Ahmed Al-Rashidi      | 16. kolovoza 1983.  | Al-Arabi Kuwait     |
| 21        | branič          | Yaquob Al-Taher       | 27. listopada 1983. | Kuwait SC           |
| 24        | branič          | Mesaed Al-Enezi       | 8. srpnja 1983.     | Qadsia SC           |
|           | branič          | Ali Al-Maqseed        | 11. prosinca 1986.  | Al-Arabi Kuwait     |
|           | branič          | Mohammad Frieh        | 1. siječnja 1988.   | Al-Arabi Kuwait     |
|           | branič          | Nasser Al Wuhaib      | 29. srpnja 1988.    | Kazma Sporting Club |
| 5         | vezni           | Mohammad Rashed       | 1. srpnja 1987.     | Qadsia SC           |
| 7         | vezni           | Fahad Al-Enezi        | 1. rujna 1988.      | Kuwait SC           |
| 8         | vezni           | Saleh Al-Sheikh       | 29. svibnja 1982.   | Qadsia SC           |
| 10        | vezni           | Abdulaziz Al Misha'an | 19. listopada 1988. | Qadsia SC           |
| 11        | vezni           | Fahad Al-Ansari       | 25. veljače 1987.   | Qadsia SC           |
| 12        | vezni           | Talal Nayef           | 30. studenog 1985.  | Al-Arabi Kuwait     |
| 14        | vezni           | Talal Al-Amer         | 22. veljače 1987.   | Qadsia SC           |
| 15        | vezni           | Waleed Ali            | 3. studenog 1980.   | Kuwait SC           |
| 18        | vezni           | Jarah Al-Ateeqi       | 15. listopada 1981. | Kuwait SC           |
|           | vezni           | Abdullah Al-Shemali   | 18. siječnja 1988.  | Al-Arabi Kuwait     |
|           | vezni           | Abdulaziz Al Salimi   | 19. rujna 1991.     | Al-Arabi Kuwait     |
| 9         | napadač         | Fahad Al-Rashidi      | 31. prosinca 1984.  | Al-Arabi Kuwait     |
| 13        | napadač         | Ali Al-Kandari        | 12. ožujka 1985.    | Kuwait SC           |
| 16        | napadač         | Hussain Al-Moussawi   | 11. srpnja 1988.    | Al-Arabi Kuwait     |
| 17        | napadač         | Bader Al-Mutwa        | 10. siječnja 1985.  | Qadsia SC           |
| 20        | napadač         | Yousef Nasser         | 9. listopada 1990.  | Kazma Sporting Club |
|           | napadač         | Hamad Al-Enezi        | 5. listopada 1986.  | Qadsia SC           |
| Izbornik: | Goran Tufegdžić |                       |                     |                     |

## Izbornici Kuvajta kroz povijest
| - Ali Othman (1955.) - Ahmed Abu Taha (1957.) - Edmund Majowski (1958.) - Ljubiša Broćić (1962.) - Mohammed Abdu Saleh Al Wahsh (1964.) - Dimitrij Tadič (1966. – 1969.) - Taha Al Touki (1970.) - Ljubiša Broćić (1971. – 1973.) - Hassen Nasser (1973.) - Ljubiša Broćić (1973. – 1975.) - Mário Zagallo (1976. – 1978.) - Saleh Zakaria (1978.) - Carlos Alberto Parreira (1978. – 1983.) - Antônio Lopes (1983. – 1985.) |  | - Malcolm Allison (1985. – 1986.) - Saleh Zakaria (1986.) - György Mezey (1986. – 1987.) - António Vieira (1987. – 1988.) - George Armstrong (1988.) - Miguel Pereira (1989.) - Otacílio (1989. – 1990.) - Luiz Felipe Scolari (1990.) - Mohammed Karam (1990.) - Valmir Louruz (1990. – 1992.) - Paulo Luiz Campos (1992. – 1993.) - Gildo Rodrigues (1993.) - Jawad Maqseed (1993.) - Valerij Lobanovski (1993. – 1996.) |  | - Milan Máčala (1996. – 1999.) - Dušan Uhrin (1999. – 2001.) - Berti Vogts (2001. – 2002.) - Radojko Avramović (2002. – 2003.) - Paulo César Carpegiani (2003. – 2004.) - Mohammed Ibrahem (2004.) - Slobodan Pavković (2005.) - Mohammed Ibrahem (2005.) - Mihai Stoichita (2005. – 2006.) - Saleh Zakaria (2006. – 2007.) - Rodion Gačanin (2007. – 2008.) - Mohammed Ibrahem (2008. – 2009.) - Goran Tufegdžić (2009. - danas) |

## Vanjske poveznice
- Službena web stranica kuvajtskog nogometnog saveza
- Profil igrača na Welt Fusball.de  Arhivirana inačica izvorne stranice od 31. prosinca 2007. (Wayback Machine)